# Gauliga Wartheland 1942/43
Die Gauliga Wartheland 1942/43 war die zweite Spielzeit der Gauliga Wartheland des Fachamtes Fußball. In dieser Saison wurden die Mannschaften in einer Gruppe im Rundenturnier mit zehn Mannschaften ausgespielt. Am Ende setzte sich die BSG DWM Posen durch und qualifizierte sich somit für die deutsche Fußballmeisterschaft 1942/43. Bei dieser schieden die Posener bereits in der ersten Runde nach einer 1:3-Heimniederlage gegen die SG Ordnungspolizei Warschau aus.

## Abschlusstabelle
| Pl. | Verein                      | Sp. | S  | U | N  | Tore    | Quote | Punkte |
| --- | --------------------------- | --- | -- | - | -- | ------- | ----- | ------ |
| 1.  | BSG DWM Posen               | 18  | 14 | 3 | 1  | 067:150 | 4,47  | 31:50  |
| 2.  | SG Ordnungspolizei Posen    | 18  | 13 | 4 | 1  | 071:240 | 2,96  | 30:60  |
| 3.  | Union Litzmannstadt         | 18  | 10 | 3 | 5  | 062:420 | 1,48  | 23:13  |
| 4.  | SG OrPo Litzmannstadt (M)   | 18  | 9  | 1 | 8  | 033:350 | 0,94  | 19:17  |
| 5.  | DSC Posen                   | 18  | 9  | 0 | 9  | 029:580 | 0,50  | 18:18  |
| 6.  | TSG Gnesen (N)              | 18  | 7  | 1 | 10 | 035:660 | 0,53  | 15:21  |
| 7.  | Post SG Posen               | 18  | 6  | 2 | 10 | 035:420 | 0,83  | 14:22  |
| 8.  | TSG Zduńska Wola            | 18  | 6  | 0 | 12 | 019:380 | 0,50  | 12:24  |
| 9.  | TSG Kutno A (N)             | 18  | 5  | 1 | 12 | 030:390 | 0,77  | 11:25  |
| 10. | Reichsbahn SG Litzmannstadt | 18  | 3  | 1 | 14 | 021:430 | 0,49  | 07:29  |

| (M) | Titelverteidiger               |
| (N) | Aufsteiger aus der Bezirksliga |